# (34705) 2001 OA81
2001 OA81 (asteroide 34705) é um asteroide da cintura principal. Possui uma excentricidade de 0.14167540 e uma inclinação de 13.12494º.
Este asteroide foi descoberto no dia 29 de julho de 2001 por LINEAR em Socorro.